# 费德林

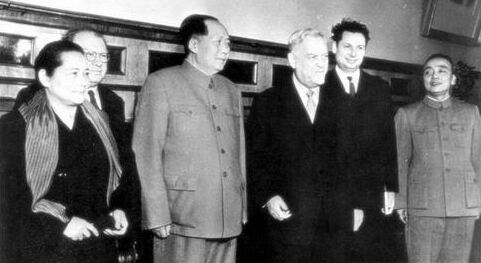
右起第二

费德林或尼古拉·特罗菲莫维奇·费多连科（俄语：Николай Трофимович Федоренко；1912年11月9日—2000年10月2日），苏联语言学、东方学学者、政治家。1955年至1958年，担任苏联外交部副部长，参与日苏共同宣言的制定和批准。1958年至1962年，接替伊万·捷沃相，担任苏联驻日本大使，1963年至1968年担任苏联常驻联合国代表。他曾写过多本关于中国和日本文化历史的书籍。